# محمد حمزه زبیدی
محمد حمزه زبیدی (به عربی: محمد حمزة الزبيدي) (تولد ۱۹۳۸ – مرگ ۲ دسامبر ۲۰۰۵) یک سیاست‌مدار اهل عراق بود.

## فعالیت‌ها
زبیدی یک بعثی بود که وفاداری‌اش بیشتر به قومیتش (عرب) بود تا به مذهب شخصی‌اش (اسلام شیعه). او نقش کلیدی در سرکوب قیام چند قومیتی شیعیان در مارس ۱۹۹۱ داشت. او در سپتامبر همان سال نخست وزیر کشور شد و به مدت دو سال در این سمت باقی ماند تا اینکه در سپتامبر ۱۹۹۳ احمد حسین خضیر السامرایی جایگزین او شد .
او عضو شورای فرماندهی انقلاب و فرمانده ناحیه نظامی فرات مرکزی بود، اما دو سال بود که در قدرت نبود.

## تهدید سید محمد صدر
در فوریه ۱۹۹۹، زبیدی از طرف صدام حسین دستور یافت که از برگزاری نماز جمعه توسط سید محمد صدر، مرجع تقلید شیعیان در نجف جلوگیری کند، زبیدی به مسجد رفت و بدون توجه به مقام مرجعیت و احترامی که نزد مردم دارد به تهدید و توهین به او پرداخت، صدر با عصای خود به سینه زبیدی زد و وارد مسجد شد. چند روز بعد صدر به همراه دو فرزندش تیرباران شد.

## مرگ
او در دسته کارت‌های بازی تحت تعقیب عراقی که توسط دولت ایالات متحده در طول جنگ عراق منتشر شده بود، نقش ملکه پیک‌ها را داشت. پس از سقوط رژیم صدام حسین، او در ۲۰ آوریل ۲۰۰۳، در نزدیکی شهر کوچک محاویل دستگیر شد .
او تا زمان مرگ طبیعی‌اش در یک بیمارستان نظامی در ۲ دسامبر ۲۰۰۵ در بازداشت آمریکایی‌ها ماند. در آن روز، یک سخنگوی آمریکایی فاش کرد که شخصی در یک بیمارستان نظامی فوت کرده است، اما نام او را فاش نکرد. دو روز بعد، برزان ابراهیم التکریتی، برادر ناتنی صدام حسین ، در جلسه محاکمه‌اش مرگ زبیدی را اعلام کرد و از اینکه هر دو از سرطان رنج می‌بردند و او نمی‌خواست مانند زبیدی به دلیل آنچه که او درمان پزشکی ضعیف می‌دانست، بمیرد، شکایت کرد.